# Murarátka
Murarátka ist eine ungarische Gemeinde im Kreis Letenye im Komitat Zala.

## Geografische Lage
Murarátka liegt ungefähr vier Kilometer nordwestlich der Stadt Letenye, am linken Ufer des Flusses Mura, der die Grenze zu Kroatien bildet. Durch den Ort fließt der Rátkai-patak, der im südlichen Teil der Gemeinde in die Mura mündet. Nachbargemeinden sind Muraszemenye, Szentmargitfalva und Csörnyeföld.

## Geschichte
Bereits 1353 wurde der Ort schriftlich unter dem Namen Rathk erwähnt. 1403 gab es für die beiden Teile des Ortes die Namen Alsowrathk und Felsewrathk. Ab 1877 war die Bezeichnung Rátka gebräuchlich und seit 1926 trägt der Ort zur Unterscheidung vom gleichnamigen Rátka im Komitat Borsod-Abaúj-Zemplén den offiziellen Namen Murarátka.

## Sehenswürdigkeiten
- Denkmal zur Erinnerung an die Opfer des Ersten und Zweiten Weltkriegs sowie des Ungarischen Volksaufstandes 1956 (I-II. világháborús és 1956-os emlék)
- Römisch-katholische Kapelle Avilai Szent Teréz
- Römisch-katholische Kapelle Szent Orbán, erbaut 1866, östlich des Ortes an Weinbergen gelegen

## Verkehr
Durch Murarátka verläuft die Landstraße Nr. 7538, parallel dazu zwischen Gemeinde und Mura die Autobahn M70. Der nächstgelegene Bahnhof befindet sich 28 Kilometer östlich in der Stadt Nagykanizsa.